# داکورام
داکورام (به انگلیسی: Dacorum) یک منطقهٔ مسکونی در بریتانیا است که در هرتفوردشر واقع شده‌است.

## خواهرخوانده
شهر نوی-ایزنبورگ خواهرخواندهٔ داکورام هست.